# Marcelo Dominguez
Marcelo Dominguez est un boxeur argentin né le 15 janvier 1970 à Buenos Aires.

## Carrière
Il remporte le titre de champion du monde des lourds-légers WBC par intérim en battant Akim Tafer par arrêt de l'arbitre à la 9e reprise le 25 juillet 1995. Champion à part entière le 5 juillet 1996 après sa victoire contre Patrice Aouissi, Dominguez défend deux fois sa ceinture face à Jose Arimatea Da Silva et à nouveau Akim Tafer mais perd aux points contre le cubain Juan Carlos Gómez le 21 février 1998.